# Adontodesmus tricuspidatus
Adontodesmus tricuspidatus är en mångfotingart som beskrevs av Filippo Silvestri 1897. Adontodesmus tricuspidatus ingår i släktet Adontodesmus och familjen Oxydesmidae. Inga underarter finns listade i Catalogue of Life.